# Julia Acker

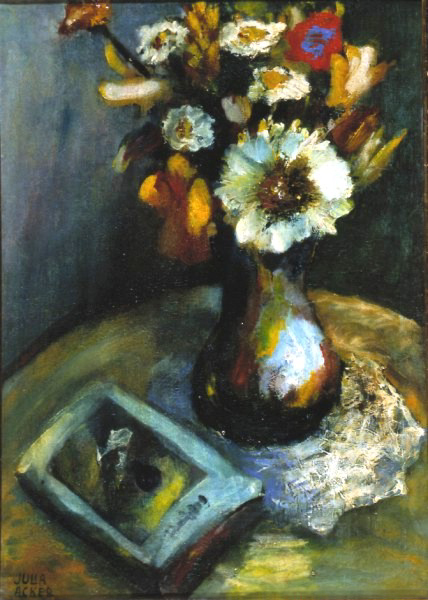
Natură statică

Julia Acker (n. 1898, Liov - d. 07 mai 1942, Lviv) a fost o pictoriță poloneză-evreiască care a excelat în arta figurativă. Deoarece multe documente din al doilea război mondial și perioada germană de ocupare a Poloniei au fost distruse, anul nașterii și al morții sale din Lviv sunt amintite în „Catalogul Expoziției al Colecțiilor Galeriei de Artă Lviv, Muzeul de Istorie din Lviv”, secțiunea referitoare la „Biografii de artiști”.

## Biografie
Acker și-a petrecut întreaga viață și carieră în Lviv și comunitățile învecinate. S-a născut când Polonia făcea încă parte din Imperiul Austro-Ungar și Lemberg a aparținut de provincia Galiția. A studiat pictura la Academia de Arte având-ul ca profesor pe Leonard Podhorodecki și a luat lecții particulare de la Pawel Gajewski în Lviv, după primul război mondial, în noua Polonie independentă. Și-a continuat studiile de pictură la Pawel Gajewski în Lviv și a pictat compoziții și scene din viața comunității evreiești, portrete de copii, naturi statice și flori.
Ținând cont de perioadele de depresie prin care a trecut, Acker a comis un suicid în anul 1942, la începutul ocupației germane a Lvivului și a fost înmormântată în Cimitirul Lviv. Muzeul Național de Artă din Varșovia deține una dintre picturile ei, intitulată „Procesiunea”. Casa de licitație DESA a scos la vânzare Martwa Natura Z. Nasturciami de Julia Acker, pictată în 1940. Casa de Licitație Agra din Polonia a oferit spre vânzare, în 2010, tabloul „Culori de flori” dintr-o colecție privată. În colecția Muzeului de Istorie Lviv apare portretul lui Filip Schleicher, vicepreședinte al Lvivului (1870-1932).